# Gregori VI de Constantinoble
Gregori VI de Constantinoble (en grec Γρηγόριος Στ'), va ser Patriarca de Constantinoble del 9 d'octubre de 1835 al 3 de març del 1840, i una segona vegada del 22 de febrer de 1867 al 22 de juny de 1871.
Va néixer a Fanaraki, al Bòsfor, l'any 1798. Va ser nomenat ardiaca del patriarcat l'any 1824, després de ser durant un any protosincel·le. A finals d'octubre de 1825 va ser nomenat metropolità de Pelagònia i el 1833 metropolità de Serres. Va ser elegit patriarca de Constantinoble l'any 1835. El 1840 va ser destituït i es va retirar a fer vida privada. Durant el seu patriarcat, Gregori va dictar vint-i-nou reglaments canònics, entre ells, un que tractava sobre els dots, un altre sobre la convivència, sobre el matrimoni legal, la formació dels sacerdots als monestirs, un de contrari a les innovacions llatines, i un altre contra els ensenyaments de Luter i Calví. Va condemnar la traducció de les Sagrades escriptures al grec koiné. L'any 1836 va establir un Comitè Eclesiàstic al Patriarcat que vetllava per l'educació dels clergues. El sultà Abdülmecit el va destituir l'any 1840.
L'any 1867 va tornar a ser elegit patriarca, i va mantenir el càrrec fins al 1871, quan va abdicar. Es va retirar vora el Bòsfor, on va morir el 8 de juny de 1881. Durant el seu segon patriarcat, Gregori va estrènyer les relacions amb l'Església Anglicana i va permetre l'enterrament dels anglesos necessitats per part dels sacerdots ortodoxos. Va rebutjar la invitació del Papa Pius IX que volia que l'Església ortodoxa oriental participés al Concili Vaticà I a Roma, iniciat l'any 1869.